# سیس، ارمنستان
سیس (به ارمنی: Սիս) یک شهر در ارمنستان است که در استان آرارات واقع شده‌است. سیس در  کیلومتری شمال آرتاشات، مرکز استان آرارات واقع شده است.

## خصوصیات
سیس ۱٬۲۳۲ نفر جمعیت دارد و در ارتفاع  متر بالاتر از سطح دریا قرار گرفته است.